# Campeonato Argentino de Futebol Feminino de 2020 – Primeira Divisão
A Primera División A de Transição de 2020 (oficialmente Campeonato de Fútbol Femenino de Primera División “A” Transición 2020) foi a 31ª temporada da Primera División A, a primeira divisão do futebol feminino na Argentina. O torneio foi organizado pela Associação do Futebol Argentino (AFA), entidade máxima do futebol na Argentina. Começou em 28 de novembro de 2020 e terminou em 19 de janeiro de 2021. Foi um torneio curto e o segundo da era profissional do futebol feminino na Argentina, o primeiro não chegou a ser concluído por causa da pandemia de COVID-19. O Boca Juniors sagrou-se campeão depois de vencer o River Plate por 7 a 0, tornando-se assim, o primeiro campeão da era profissional do futebol feminino na Argentina. O vice-campeão River Plate se classificou para a Copa Libertadores Feminina de 2020, pois, o Boca Juniors já estava classificado como vencedor da primeira etapa do campeonato de 2019–20.

## Regulamento

### Sistema de disputa
A  Primera División Femenina foi disputada por 17 clubes e dividida em duas fases: fase classificatória (ou fase de grupos) e fase final. A primeira fase foi dividida em quatro grupos (A, B, C e D), um com 5 clubes e três deles com 4 clubes. Os jogos dos grupos ocorreram no sistema de todos contra todos em turno único (com jogos só de ida). Ao final da fase classificatória, os dois primeiros colocados de cada grupo se classificaram para a fase final. A fase final foi dividida em quartas de final, semifinal e final, e disputa no sistema mata-mata em jogos únicos, em campo neutro escolhido pela AFA (exceto as quartas de final, onde o melhor time na classificação pode ser mandante da partida). O torneio também não contemplou nenhum rebaixamento para a segunda divisão feminina.

### Sistema de pontuação e critérios de desempate
Por recomendação da Federação Internacional de Futebol (FIFA), em especial ao International Football Association Board (IFAB), a regra de pontuação foi a seguinte: 3 pontos por vitória, 1 por empate e 0 por derrota. Caso haja empate de pontos entre dois clubes, os critérios de desempates foram aplicados na seguinte ordem:
| Primeira fase 1. Saldo de gols 2. Gols marcados 3. Pontos ganhos no confronto direto 4. Saldo de gols no confronto direto 5. Gols marcados no confronto direto | Fase final 1. Saldo de gols; 2. Cobrança de pênaltis |

## Participantes
| Equipe                 | Cidade           | Província                       |
| ---------------------- | ---------------- | ------------------------------- |
| Boca Juniors           | Buenos Aires     | Cidade Autônoma de Buenos Aires |
| Defensores de Belgrano | Buenos Aires     | Cidade Autônoma de Buenos Aires |
| El Porvenir            | Gerli            | Província de Buenos Aires       |
| Estudiantes            | La Plata         | Província de Buenos Aires       |
| Excursionistas         | Buenos Aires     | Cidade Autônoma de Buenos Aires |
| Gimnasia y Esgrima     | La Plata         | Província de Buenos Aires       |
| Huracán                | Buenos Aires     | Cidade Autônoma de Buenos Aires |
| Independiente          | Avellaneda       | Província de Buenos Aires       |
| Lanús                  | Lanús            | Província de Buenos Aires       |
| Platense               | Vicente López    | Província de Buenos Aires       |
| Racing                 | Avellaneda       | Província de Buenos Aires       |
| River Plate            | Buenos Aires     | Cidade Autônoma de Buenos Aires |
| Rosario Central        | Rosário          | Província de Santa Fé           |
| San Lorenzo            | Buenos Aires     | Cidade Autônoma de Buenos Aires |
| S.A.T. [en]            | Moreno           | Província de Buenos Aires       |
| UAI Urquiza            | Villa Lynch [es] | Província de Buenos Aires       |
| Villa San Carlos       | Berisso          | Província de Buenos Aires       |

## Fase de classificação (Fase 1)

### Grupo A
| Pos | Equipe             | Pts | J | V | E | D | GP | GC | SG  | Classificação |     | BOC | GIM | SAT | HUR | EXC |
| --- | ------------------ | --- | - | - | - | - | -- | -- | --- | ------------- | --- | --- | --- | --- | --- | --- |
| 1   | Boca Juniors       | 12  | 4 | 4 | 0 | 0 | 16 | 0  | +16 | Fase final    |     | —   | 2–0 | —   | —   | 4–0 |
| 2   | Gimnasia y Esgrima | 7   | 4 | 2 | 1 | 1 | 9  | 3  | +6  | Fase final    |     | —   | —   | 1–1 | —   | 3–0 |
| 3   | S.A.T.             | 5   | 4 | 1 | 2 | 1 | 5  | 6  | −1  |               |     | 0–2 | —   | —   | 3–3 | —   |
| 4   | Huracán            | 2   | 4 | 0 | 2 | 2 | 5  | 18 | −13 |               | 0–8 | 0–5 | —   | —   | —   |     |
| 5   | Excursionistas     | 1   | 4 | 0 | 1 | 3 | 2  | 10 | −8  |               | —   | —   | 0–1 | 2–2 | —   |     |

### Grupo B
| Pos | Equipe                 | Pts | J | V | E | D | GP | GC | SG  | Classificação |   | UAI | PLA | ROS | DEF |
| --- | ---------------------- | --- | - | - | - | - | -- | -- | --- | ------------- | - | --- | --- | --- | --- |
| 1   | UAI Urquiza            | 9   | 3 | 3 | 0 | 0 | 16 | 2  | +14 | Fase final    |   | —   | 5–2 | —   | 7–0 |
| 2   | Platense               | 6   | 3 | 2 | 0 | 1 | 10 | 10 | 0   | Fase final    |   | —   | —   | 4–3 | —   |
| 3   | Rosario Central        | 3   | 3 | 1 | 0 | 2 | 8  | 9  | −1  |               |   | 0–4 | —   | —   | 5–1 |
| 4   | Defensores de Belgrano | 0   | 3 | 0 | 0 | 3 | 3  | 16 | −13 |               | — | 2–4 | —   | —   |     |

### Grupo C
| Pos | Equipe        | Pts | J | V | E | D | GP | GC | SG  | Classificação |   | SAN | IND | EST | ELP |
| --- | ------------- | --- | - | - | - | - | -- | -- | --- | ------------- | - | --- | --- | --- | --- |
| 1   | San Lorenzo   | 9   | 3 | 3 | 0 | 0 | 17 | 1  | +16 | Fase final    |   | —   | —   | 6–0 | 9–0 |
| 2   | Independiente | 4   | 3 | 1 | 1 | 1 | 4  | 2  | +2  | Fase final    |   | 1–2 | —   | —   | 3–0 |
| 3   | Estudiantes   | 4   | 3 | 1 | 1 | 1 | 2  | 6  | −4  |               |   | —   | 0–0 | —   | —   |
| 4   | El Porvenir   | 0   | 3 | 0 | 0 | 3 | 0  | 14 | −14 |               | — | —   | 0–2 | —   |     |

### Grupo D
| Pos | Equipe           | Pts | J | V | E | D | GP | GC | SG  | Classificação |   | RIV | RAC | LAN | VIL |
| --- | ---------------- | --- | - | - | - | - | -- | -- | --- | ------------- | - | --- | --- | --- | --- |
| 1   | River Plate      | 9   | 3 | 3 | 0 | 0 | 14 | 1  | +13 | Fase final    |   | —   | —   | 6–0 | 5–0 |
| 2   | Racing Club      | 6   | 3 | 2 | 0 | 1 | 9  | 5  | +4  | Fase final    |   | 1–3 | —   | —   | 3–0 |
| 3   | Lanús            | 3   | 3 | 1 | 0 | 2 | 9  | 12 | −3  |               |   | —   | 2–5 | —   | —   |
| 4   | Villa San Carlos | 0   | 3 | 0 | 0 | 3 | 1  | 15 | −14 |               | — | —   | 1–7 | —   |     |

## Fase Final (Fase 2)
|  | Quartas de final   | Quartas de final |             |              | Semifinal | Semifinal |  |  | Final | Final |  |
|  |                    |                  |             |              |           |           |  |  |       |       |  |
|  | Boca Juniors       | 8                |             |              |           |           |  |  |       |       |  |
|  | Boca Juniors       | 8                |             |              |           |           |  |  |       |       |  |
|  | Platense           | 0                |             |              |           |           |  |  |       |       |  |
|  | Platense           | 0                |             | Boca Juniors | 2         |           |  |  |       |       |  |
|  |                    |                  |             | Boca Juniors | 2         |           |  |  |       |       |  |
|  |                    |                  | San Lorenzo | 0            |           |           |  |  |       |       |  |
|  | San Lorenzo        | 0 (3)            | San Lorenzo | 0            |           |           |  |  |       |       |  |
|  | San Lorenzo        | 0 (3)            |             |              |           |           |  |  |       |       |  |
|  | Racing Club        | 0 (1)            |             |              |           |           |  |  |       |       |  |
|  | Racing Club        | 0 (1)            |             | Boca Juniors | 7         |           |  |  |       |       |  |
|  |                    |                  |             |              |           |           |  |  |       |       |  |
|  |                    |                  | River Plate | 0            |           |           |  |  |       |       |  |
|  | UAI Urquiza        | 3                | River Plate | 0            |           |           |  |  |       |       |  |
|  | UAI Urquiza        | 3                |             |              |           |           |  |  |       |       |  |
|  | Gimnasia y Esgrima | 1                |             |              |           |           |  |  |       |       |  |
|  | Gimnasia y Esgrima | 1                |             | UAI Urquiza  | 2 (1)     |           |  |  |       |       |  |
|  |                    |                  |             | UAI Urquiza  | 2 (1)     |           |  |  |       |       |  |
|  |                    |                  | River Plate | 2 (3)        |           |           |  |  |       |       |  |
|  | River Plate        | 5                | River Plate | 2 (3)        |           |           |  |  |       |       |  |
|  | River Plate        | 5                |             |              |           |           |  |  |       |       |  |
|  | Independiente      | 0                |             |              |           |           |  |  |       |       |  |

### Quartas de de Final
| 26 de dezembro de 2020 | Boca Juniors | 8 – 0     | Platense | Buenos Aires                                                    |  |
| 17:10 (UTC−3)          | - Yamila Rodríguez 8', 17', 44' - Florencia Quiñones 11' - Fanny Rodríguez 52' - Fabiana Vallejos 55' (pen.) - Carolina Troncoso 63' - Andrea Ojeda 69' | Relatório |          | Estádio: Complejo Pedro Pompilio Árbitro: María Estefanía Pinto |  |

| 26 de dezembro de 2020 | UAI Urquiza                                                  | 3 – 1     | Gimnasia y Esgrima | Villa Lynch                                                  |  |
| 17:10 (UTC−3)          | - Romina Núñez 7' - Catalina Ongaro 16' - Yohana Masagli 51' | Relatório | - Juana Bilos 14'  | Estádio: Monumental de Villa Lynch Árbitro: Jennifer Mendoza |  |

| 26 de dezembro de 2020                        | San Lorenzo | 0 – 0 (3–1 pen.)                                                            | Racing Club | Buenos Aires                                     |  |
| 20:00 (UTC−3)                                 |             | Relatório                                                                   |             | Estádio: Pedro Bidegain Árbitro: Bettina Cingari |  |
|                                               |             | Penalidades                                                                 |             |                                                  |  |
| - Eliana Medina - Sindy Ramírez - Nicole Hain |             | - Milagros Ayelén Otazú - Dalila Cáceres - Luciana Bacci - Florencia Curril |             |                                                  |  |

| 27 de dezembro de 2020 | River Plate                                                                      | 5 – 0     | Independiente | Buenos Aires                                                     |  |
| 09:00 (UTC−3)          | - Carolina Birizamberri 17', 85' - Lourdes Lezcano 51', 70' - Vanessa Penuna 64' | Relatório |               | Estádio: Auxiliar do Monumental de Núñez Árbitro: Lorena Sánchez |  |

### Semifinal
| 9 de janeiro de 2021                                             | UAI Urquiza                             | 2 – 2 (1–3 pen.)                                                               | River Plate                                       | Buenos Aires                                                 |  |
| 09:00 (UTC−3)                                                    | - Marina Delgado 24' - Romina Núñez 39' | Relatório                                                                      | - Carolina Birizamberri 32' - Lourdes Lezcano 79' | Estádio: Auxiliar do Pedro Bidegain Árbitro: Salomé Di Iorio |  |
|                                                                  |                                         | Penalidades                                                                    |                                                   |                                                              |  |
| - Yohana Masagli - Daiana Falfan - Romina Núñez - Catalina Primo |                                         | - Mercedes Pereyra - Agustina Vargas - Carolina Birizamberri - Lourdes Lezcano |                                                   |                                                              |  |

| 10 de janeiro de 2021 | Boca Juniors                                     | 2 – 0     | San Lorenzo | Villa Lynch                                                            |  |
| 09:00 (UTC−3)         | - Fabiana Vallejos 81' (pen.) - Andrea Ojeda 85' | Relatório |             | Estádio: Monumental de Villa Lynch Árbitro: Estela Álvarez de Oliveira |  |

### Final
| 19 de janeiro de 2021 | Boca Juniors                                                                                                   | 7 – 0     | River Plate | Buenos Aires                                            |  |
| 19:10 (UTC−3)         | - Clarisa Huber 13' - Rodríguez 15' - Lorena Benítez 32' - Fabiana Vallejos 36', 61' - Andrea Ojeda 45+3', 59' | Relatório |             | Estádio: José Amalfitani Árbitro: María Laura Fortunato |  |

## Estatísticas

### Artilharia
| Ranking | Ranking               | Time         | Gols   |
| 00100   | Andrea Ojeda          | Boca Juniors | 001000 |
| 2       | Carolina Birizamberri | River Plate  | 9      |
| 3       | Romina Núñez          | UAI Urquiza  | 5      |
| 3       | Lucía Martelli        | River Plate  | 5      |
| 3       | Yamila Rodríguez      | Boca Juniors | 5      |
| 3       | Agustina Donato       | Platense     | 5      |
| 3       | Fabiana Vallejos      | Boca Juniors | 5      |
| 3       | Yohana Masagli        | UAI Urquiza  | 5      |

| Fonte: El Femenino e TyC Sports. |

## Premiação
| Campeonato Argentino de Futebol Feminino de 2020 Primera A de Transición de 2020 |
| -------------------------------------------------------------------------------- |
| Boca Juniors Campeão (24º título)                                                |